# Re (álbum)
| Críticas profissionais | Críticas profissionais |
| Avaliações da crítica  | Avaliações da crítica  |
| Fonte                  | Avaliação              |
| ---------------------- | ---------------------- |
| Allmusic               | [ 1 ]                  |
| CD Universe            | [ 2 ]                  |
| iTunes                 | [ 3 ]                  |
| 89decibeles            | [ 4 ]                  |
| Discogs                | [ 5 ]                  |

Re é o segundo álbum de estúdio da banda mexicana Café Tacvba. Lançado em 1994, ele foi gravado em Los Angeles, Califórnia e Cuernavaca, Morelos sob a produção do argentino Gustavo Santaolalla. Este é considerado o melhor álbum de estúdio da banda e um dos melhores álbuns de rock latino de todos os tempos, de acordo com a revista Rolling Stone americana. Para este álbum, a banda contou com a participação de outros artistas como Luis Conte e Alejandro Flores. Rubén Albarrán, vocalista do grupo, é creditado neste álbum como "Cosme".
O álbum mostra a banda bebendo da fonte de diferentes gêneros musicais, desde a música regional mexicana, como o trio, huapango, música norteña e o gênero folclórico "banda", com os outros tão diversos como punk, heavy metal, funk, grunge, mambo, o samba brasileiro e  o ska jamaicano. O álbum foi amplamente aclamado pela crítica (elevado à categoria de obra-prima), chegando a ser comparado por vários meios de comunicação dos Estados Unidos com o álbum branco dos Beatles, por conta de sua genialidade musical, variedade, qualidade e quantidade de temas. Com isso, chegaram à consagração internacional e chegaram a vender quase meio milhão de cópias desse material.

## Faixas
| N.º            | Título | Compositor(es)           | Duração |  |
| 1.             | "El Aparato" | R. Albarrán              | 3:18    |  |
| 2.             | "La ingrata" | E. del Real              | 3:31    |  |
| 3.             | "El ciclón" | E. del Real, R. Albarrán | 2:54    |  |
| 4.             | "El borrego" | E. del Real              | 2:08    |  |
| 5.             | "Esa noche" (Dedicada a Chavela Vargas)                                                                                      | J. Rangel, E. Rangel     | 3:26    |  |
| 6.             | "24 Horas" | J. Rangel                | 2:19    |  |
| 7.             | "Ixtepec" | J. Rangel, E. del Real   | 3:19    |  |
| 8.             | "Trópico de Cáncer" | R. Albarrán              | 4:39    |  |
| 9.             | "El metro" | E. del Real              | 3:45    |  |
| 10.            | "El fin de la infancia" | J. Rangel                | 2:18    |  |
| 11.            | "Madrugal" | E. Rangel                | 1:08    |  |
| 12.            | "Pez" | J. Rangel, E. del Real   | 2:58    |  |
| 13.            | "Verde" (Continuación de "Pez")                                                                                              | R. Albarrán              | 1:54    |  |
| 14.            | "La negrita" | J. Rangel, E. Rangel     | 3:04    |  |
| 15.            | "El Tlatoani del barrio" ("Tlahtoāni" é uma palavra náhuatl usada para descrever os dirigentes ou reis das tribos náhuatls.) | R. Albarrán              | 3:26    |  |
| 16.            | "Las flores" | E. del Real              | 2:15    |  |
| 17.            | "La Pinta" | R. Albarrán              | 2:48    |  |
| 18.            | "El baile y el salón" | J. Rangel, E. del Real   | 5:07    |  |
| 19.            | "El puñal y el corazón" | R. Albarrán              | 4:21    |  |
| 20.            | "El balcón" | R. Albarrán              | 1:38    |  |
| Duração total: | Duração total: | Duração total:           | 59:36   |  |

## Créditos Musicais
- Rubén Albarrán (creditado como "Cosme"): Vocais
- Emmanuel Del Real: teclados, violão, piano, programação, bateria, backing-vocals, vocais, melodeon
- Joselo Rangel: guitarra elétrica, violão, jarana, backing-vocals
- Quique Rangel: baixo elétrico, electric upright bass, guitarron, backing-vocals

Arte
- Sergio Toporek and Rubén Albarrán

## Prêmios e Honrarias
| Publicação       | País           | Prêmio                                                  | Ano  | Posição |
| ---------------- | -------------- | ------------------------------------------------------- | ---- | ------- |
| Revista Al Borde | Irlanda        | Los 250 álbumes más importantes del Rock Iberoamericano | 2006 | 1       |
| Rolling Stone    | Estados Unidos | Los 10 mejores discos latinos de la historia.           | 2012 | 1       |
| Región Cuatro    | México         | Los 100 Mejores Discos de México                        | 2011 | 1       |
| Spazz            | Estados Unidos | Mejores Álbumes de Toda La Historia a Nivel Mundial     | 2013 | 55      |